# Ka-Ching!
«Ka-Ching!» (en referencia al sonido de una caja registradora) es una canción escrita y producida por la cantante canadiense Shania Twain y el productor Robert Lange para su cuarto álbum de estudio Up!(2002). Se lanzó cómo segundo sencillo en Europa y América Central. Hasta la fecha "Ka-Ching" ha sido uno de los sencillos más exitosos de Twain en Europa. La canción habla acerca de la codicia en la vida cotidiana de personas comunes. El verso que dice  All we ever want is more, en español Todo lo que queremos es cada vez más especifica claramente el tema central de la canción.

## Vídeo musical
El videoclip de Ka-Ching! se filmó en Madrid y en Ciudad de México en enero del 2003 bajo la dirección de Antti J. El vídeo del sencillo "Up!" se filmó aproximadamente al mismo tiempo. Se lanzó oficialmente en Europa, América Central y América del Sur el 25 de febrero de 2003.
El vídeo muestra una ciudad consumida en la codicia donde Twain se encuentra en una calle vacía y se encuentra con un auto abandonado, mientras todo el mundo está en un casino gastando su dinero.
Existen tres versiones del vídeo, uno con el traje plateado, otro con el vestido rojo y otro que es una mezcla de los dos anteriores(el oficial), que muestra la historia antes mencionada.

## Recepción
"Ka-Ching!" ha sido uno de los mayores éxitos de Twain en Europa. En el Reino Unido alcanzó el número ocho, convirtiéndose en su séptimo sencillo que alcanzaba el top 10. En total el sencillo llegó al top 10 en nueve países: Austria, Alemania, Hungría, Lituania, Polonia, Portugal, Rumania, Suiza y el Reino Unido. Alcanzó el número uno en Portugal y se convirtió en su hit más alto en Alemania, Austria y Suiza.

## Versiones
- Red Album Version (3:20)
- Green Album Version (3:20)
- Blue Album Version (3:33)
- Sowatt Hip Hop Mix (3:22)
- Sowatt Extended Lounge Mix (9:09)
- The Simon & Diamond Bhangra Mix (4:36)
- Live from Chicago (3:41)

## Posicionamiento
| Listas                   | Posición Alcanzada |
| ------------------------ | ------------------ |
| Austria                  | 2                  |
| Bélgica (Wallonia) Chart | 31                 |
| Países Bajos             | 11                 |
| Europa                   | 2                  |
| Francia Chart            | 15                 |
| Alemania                 | 3                  |
| Hungría                  | 2                  |
| Irlanda                  | 27                 |
| Italia Chart             | 44                 |
| Letonia                  | 14                 |
| Lituania                 | 8                  |
| Noruega                  | 15                 |
| Polonia                  | 3                  |
| Portugal                 | 1                  |
| Rumania                  | 2                  |
| Swedish Singles Chart    | 17                 |
| Suiza Chart              | 2                  |
| Reino Unido              | 8                  |